# Константинув (Сілезьке воєводство)
Константинув (пол. Konstantynów) — село в Польщі, у гміні Лелюв Ченстоховського повіту Сілезького воєводства.
Населення — 90 осіб (2011).
У 1975-1998 роках село належало до Ченстоховського воєводства.

## Демографія
Демографічна структура станом на 31 березня 2011 року:
|          | Загалом | Допрацездатний вік | Працездатний вік | Постпрацездатний вік |
| -------- | ------- | ------------------ | ---------------- | -------------------- |
| Чоловіки | 48      | 11                 | 30               | 7                    |
| Жінки    | 42      | 4                  | 19               | 19                   |
| Разом    | 90      | 15                 | 49               | 26                   |